# Verdet gorjagroc
El verdet gorjagroc (Chloropsis palawanensis) és un ocell de la família dels cloropseids (Chloropseidae).

## Hàbitat i distribució
Habita boscos i zones de matolls de les Filipines sud-occidentals, a les illes Calamian, Palawan i Balabac.